# Ana María Moix
Ana María Moix Meseguer (Barcelona, 12 de abril de 1947-28 de febrero de 2014) fue una poeta, novelista, cuentista, traductora y editora española.
Era hermana menor del también escritor Terenci Moix (1942-2003), a quien dedicó los últimos años de su vida reivindicando la hondura y profundidad de su obra.

## Biografía
Se crio en la calle Joaquín Costa, en El Raval. Estudió Filosofía y Letras en la Universidad de Barcelona, y fue activa dentro de la poesía española contemporánea, siendo una de los nueve novísimos poetas españoles.
Ganó notoriedad al ser incluida —la única mujer— en 1968 por José María Castellet en Nueve novísimos poetas españoles, "la gran antología poética que instauró de manera bastante provocativa y espectacular una nueva poesía joven que se alzó contra la social, realista y comprometida que se había impuesto lenta y trabajosamente a lo largo de la dura primera posguerra española".
En los cinco años siguientes, de 1969 a 1973, publicó tres poemarios —Baladas del dulce Jim, Call me stone y No time for flowers—, que más tarde serían reunidos en A imagen y semejanza; dos novelas —Julia y Walter ¿por qué te fuiste?—, un libro de relatos —Ese chico pelirrojo a quien veo cada día—, un libro infantil —La maravillosa colina de las edades primitivas—, una recopilación de sus artículos —Veinticuatro por veinticuatro— y su primera traducción —La Semana Santa, de Louis Aragon—, además de ganar su primer premio.
Durante los años 70 publicó agudas entrevistas a los escritores en TeleXpres, conversaciones literarias que destacaron en el panorama periodístico de la época.En 2024 Amarillo Editora rescató las entrevistas en una nueva edición titulada Conversaciones en el tiempo: Gabriel García Márquez, Ana María Matute, Mario Vargas Llosa, Rosa Chacel, Jaime Gil de Biedma, Juan Marsé, son algunos de los entrevistados, hasta un total de veintinueve.
Posteriormente dejó de publicar ficción propia durante más de diez años, excepto por el libro infantil Los robots. Las penas (1982), hasta reaparecer con su segundo libro de cuentos, Las virtudes peligrosas, que ganó el Premio Ciudad de Barcelona 1985. Después publicó otra novela, Vals negro, que ganó de nuevo el Premio Ciudad de Barcelona, y dos recopilaciones de relatos.
Fue miembro del Foro Babel, iniciativa cívica de defensa del bilingüismo en Cataluña frente a la política lingüística monolingüista del gobierno de Jordi Pujol.
Tradujo decenas de libros, principalmente del francés (Louis Aragon, Samuel Beckett, Marguerite Duras, Amélie Nothomb, Françoise Sagan, entre otros autores), dirigió las colecciones de poesía y relatos de las editoriales Plaza & Janés y Bruguera y fue directora literaria de la revista Vindicación Feminista.En 1997 fue una de las firmantes del manifiesto de Foro Babel, y entre 2006 y 2010 fue directora de la Editorial Bruguera.
Falleció el 28 de febrero de 2014 en Barcelona a los 66 años, víctima de un cáncer.En 2016 se estrenó el documental Ana Maria Moix, passió per la paraula.

## Premios
- Premio Vizcaya de Poesía 1970 por No time for flowers.
- Premio Ciudad de Barcelona 1985 por Las virtudes peligrosas.
- Premio Ciudad de Barcelona 1995 por Vals negro.
- Premio Cruz de San Messi 1995

## Obra

### Poesía
- Baladas del Dulce Jim, El bardo, 1969; con prólogo de Manuel Vázquez Montalbán.
- Call me Stone, 1969. Primera edición de bibliófilo, con siete aguafuertes de Miquel Vilá.
- No Time for Flowers, Lumen, Barcelona, 1971.
- Habanera, edición de bibliófilo, Barcelona, 1972. Con fotografías de Colita.
- No time for flowers y otras historias, Lumen, Barcelona, 1972. Incluye Call me Stone, No Time for Flowers y Homenaje a Bécquer.
- A imagen y semejanza, Lumen, Barcelona, 1983, que recoge su producción poética hasta ese momento.

### Prosa
- Julia, novela, Seix Barral, Barcelona, 1970
- Ese chico pelirrojo a quien veo cada día, relatos, Lumen S.A., Barcelona, 1971
- Walter ¿por qué te fuiste?, Barral Editores, 1973
- La maravillosa colina de las edades primitivas, literatura infantil, Lumen S.A., Barcelona, 1973
- Veinticuatro por veinticuatro, artículos, 1973 (Conversaciones en el tiempo, edición ampliada en Amarillo Editora, 2024)
- Mara Girona: una pintura en libertad, ensayo, 1977
- Los robots. Las penas, literatura infantil, Bruguera, Barcelona, 1982
- Las virtudes peligrosas, relatos, Plaza y Janés, Editores S.A., Barcelona, 1985
- Miguelón, literatura infantil, 1986
- La niebla y otros relatos, Alfaguara, Madrid, 1988
- Vals negro, novela, Lumen S.A., Barcelona, 1994
- El baix Llobregat, 29 municipis i un riu. Barcelona, guía, 1995
- Extraviadas ilustres, biografía, 1996
- 24 horas con la Gauche divine, Lumen S.A., Barcelona, 2002 (escrito en 1971)
- El querido rincón, relatos, 2002
- De mi vida real nada sé, 2002, 10 relatos

### Ensayo
- Manifiesto personal, 2011